# الکساندر کوریا
الکساندر کوریا (انگلیسی: Alexandre Coria؛ زادهٔ ۲۲ ژانویهٔ ۱۹۹۳) نقشه خوان اهل فرانسه است.
او کمک راننده آدرین فورمو در  ام اسپرت فورد در رالی قهرمانی جهان است.